# أنطون كارلسون (لاعب هوكي الجليد)
أنطون كارلسون (بالسويدية: Anton Karlsson)‏ هو لاعب هوكي الجليد سويدي، ولد في 3 أغسطس 1996 في Lerum ‏ في السويد.

## وصلات خارجية
- أنطون كارلسون (لاعب هوكي الجليد) على موقع دوري الهوكي الوطني (الإنجليزية)
- أنطون كارلسون (لاعب هوكي الجليد) على موقع EliteProspects.com (الإنجليزية)
- أنطون كارلسون (لاعب هوكي الجليد) على موقع HockeyDB.com (الإنجليزية)